# 渡辺修二

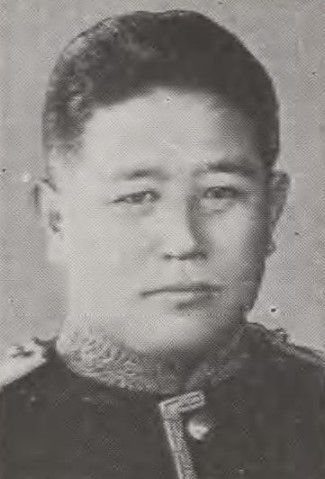
渡辺修二

渡辺 修二（渡邊 修二、わたなべ しゅうじ、1888年（明治21年）12月12日 - 1977年（昭和52年）12月30日）は、大正から昭和期の検察官、政治家、華族。貴族院男爵議員。

## 経歴
本籍・愛知県。旧尾張藩家老・渡辺半蔵家13代当主、渡辺綱聡の二男として生まれた。1917年（大正6年）7月、東京帝国大学法科大学法律学科（独法）を卒業。同年、司法官試補に任官。以後、千葉地方裁判所兼区裁判所検事、東京地方裁判所兼区裁判所検事を務めた。
父の隠居に伴い、1922年（大正11年）1月30日、男爵を襲爵した。1925年（大正14年）7月10月、貴族院男爵議員に選出され、公正会に所属して活動し1947年（昭和22年）5月2日の貴族院廃止まで3期在任した。同年の第1回参議院議員通常選挙に全国区からで立候補したが辞退した。

## 資料
尚友倶楽部の所蔵で「渡辺修二貴族院公正会政務資料」がある。内容は公正会政務調査室の配付資料。

## 親族
- 先妻：幾（いく、松本重敏二女）[1]
- 後妻：徳子（のりこ、中山孝麿三女）[1]
- 長男：明綱[1]